# (10048) Grönbech
(10048) Gronbech, désignation internationale (10048) Grönbech, est un astéroïde de la ceinture principale.

## Description
(10048) Gronbech est un astéroïde de la ceinture principale. Il fut découvert le 3 octobre 1986 à Brorfelde par Poul Jensen. Il présente une orbite caractérisée par un demi-grand axe de 3,09 UA, une excentricité de 0,07 et une inclinaison de 16,5° par rapport à l'écliptique.

## Compléments